# Labuan Bajau
Labuan Bajau is een bestuurslaag in het regentschap Zuid-Nias van de provincie Noord-Sumatra, Indonesië. Labuan Bajau telt 220 inwoners (volkstelling 2010).